# 삼양통상
삼양통상은 피혁가공 및 판매업을 주 사업 내용으로 하고 있는 GS기업집단 계열의 코스피 상장기업이다. 매출구성은 가죽부문 98%, 무역 0.5%, 기타 1.5% 가량으로 구성된다.
삼양통상은 조광피혁에 이어 대한민국 내 2위의 가죽 업체이다. 경쟁사들의 부진과 환율 하락에 따른 수혜로 2014년 들어 큰 실적개선과 주가 상승을 보였다. 삼양통상은 경쟁업체인 조광피혁이 지분 투자를 한 회사이기도 하다.

## 업계 현황
가죽 업계는 재무구조가 우량한 대형 업체를 중심으로 구조조정되고 있는 상황이다. 같은 업종인 신우와 유니켐은 시장점유율이 대폭 축소된 것과 대비해, 1위 업체인 조광피혁의 국내 시장점유율은 2011년 35.3%에서 2013년에는 39.8%로, 삼양통상은 32%에서 35%로 3% 올랐다.

## 참고 문헌
1. ↑  [특징주]채찍 제대로 맞은 가죽주, 조광피혁·삼양통상 신고가 랠리, 이데일리 2014.06.19
2. ↑  [승부주] 삼양통상, GS계열 천연가죽 회사, 아이투자 2012.09.25